# 田中大志
田中 大志（たなか たいし、1994年 - ）は日本の映画監督。

## 来歴
幼いころ見た映画『スタンド・バイ・ミー』をきっかけに映画に興味を持ち、高校で映像表現を学ぶ。2013年（平成25年）、イスラエルに留学。ヘブライ語を学んだあと、ベツァルエル美術デザイン学院映像表現学部で映画制作を学ぶ。在学中に制作したドキュメンタリー映画『ガリラヤの漁師』が、2019年（令和元年）のハイファ国際映画祭学生部門で銀賞を受賞した。
2020年（令和2年）に日本へ帰国。2022年（令和4年）、場面緘黙症の青年の心の変化を描いた映画『そのこえ』を奈良県生駒市で制作。この作品をきっかけに地域住民との映画づくりに興味を強め、2023年（令和5年）2月、京都府南丹市日吉町に移住した。
2023年（令和5年）4月、田中の移住をきっかけに、南丹市の住民有志による映画部が設立。地域の中学生・小学生が主演を担い、音響や照明、挿入歌などすべてを地域住民で制作する短編映画集『ボクらの歳時記 夏春冬秋』の4部作づくりがはじまった。2024年（令和6年）1月に初上映した1作目の『地蔵に願いを』は、少年たちが冒険をするストーリー。同年12月完成の2作目『天道花（てんどうばな）』は、日吉ダム建設により廃村した村や民族文化を背景にドキュメンタリーを交えながら展開する物語となっている。

## 主な作品

### ドキュメンタリー映画
- ガリラヤの漁師（2019年）

### 短編映画
- そのこえ（2022年）

### 地域映画
- ボクらの歳時記（2024年 - ）
  - 地蔵に願いを（2024年）
  - 天道花（2024年）